# Iraki Haditengerészet
Az Iraki Haditengerészet az iraki haderő egyik haderőneme, melyet a 2003-as invázió után szerveztek újjá. Feladata az iraki partok és felségvizek védelme.
2006 februárjában a haditengerészet és az alárendeltségébe tartozó tengerészgyalogság létszáma 800 fő volt.

## Hadihajók
- 5 db Predator osztályú járőrhajó.
- 6 db Al-Uboor osztályú járőrhajó.
- 24 db gyorsnaszád.